# Оденсе
О́денсе (дат. Odense — [ˈoð̞ˀn̩sə], «святилище Одина») — третий по величине город Дании, главный город острова Фюн.

## Описание
Город расположен вблизи фьорда Оденсе, на берегу одноименной реки. В городе находится железнодорожная станция, находящаяся на линии Копенгаген — Ютландия. В период с 1976 по 1806 был прорыт канал глубиной 7,5 м, соединяющий город с фьордом.
В настоящее время Оденсе остаётся главным торговым центром Фюна и имеет заметный торговый район с множеством магазинов. В городе расположено несколько крупных предприятий, включая пивоварню Албани и ГАСА. Это крупнейший дилер Дании в области овощей, фруктов и цветов.
В городе находятся: дворец Оденсе, воздвигнутый королём Фредериком IV, который умер там в 1730 году; театр Оденсе; симфонический оркестр Оденсе; музей им. Ханса Кристиана Андерсена в доме, где родился писатель.
Транспортное сообщение с Оденсе существенно улучшилось, когда паромное сообщение между двумя главными датскими островами, Зеландией и Фюном, было заменено мостом через Большой Бельт, открытый в 1997 для железнодорожного движения и в 1998 — для автомобильного движения. Этот мост — третий по длине висячий мост в мире (и самый длинный в Европе). Строительство моста значительно сократило время пути между Оденсе и столицей Дании Копенгагеном (сейчас оно составляет 1 час 15 мин).
В городе расположена крупнейшая верфь Odense Steel Shipyard.

## История

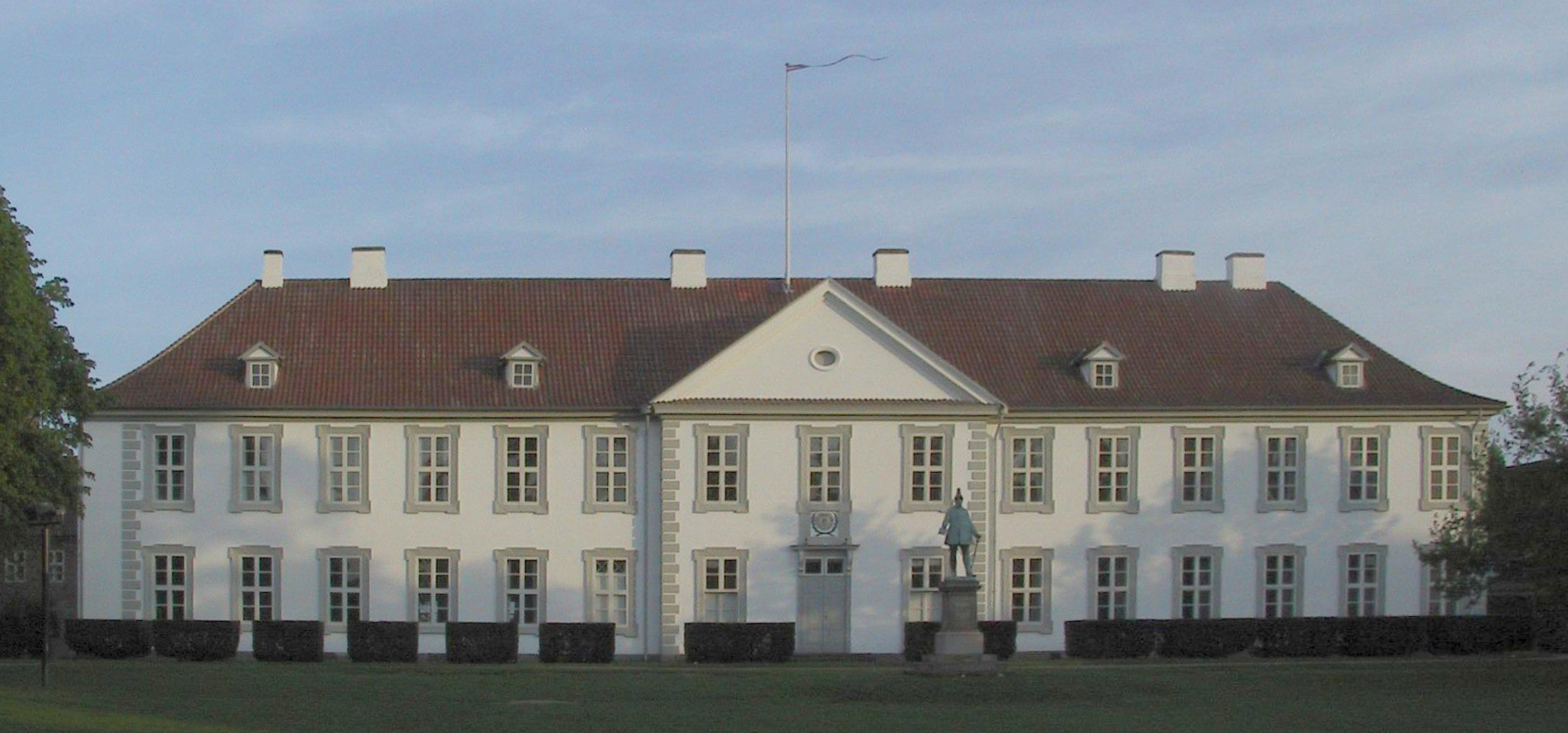
Дворец Оденсе

Оденсе (переводится как «святилище Одина») — один из старейших датских городов, который праздновал своё тысячелетие в 1988 году. Усыпальница св. Кнуда (также известного как св. Канут) в Средние века служила местом массового паломничества.
Самая ранняя община была сосредоточена на более высокой почве между рекой Оденсе на юге и озером Несбюховед-Сё (ныне осушенным) на севере. Ненебаккен, одна из бывших крепостей викингов в Дании, лежала к югу от реки. Сегодня в музее Мёнтергордена в Оденсе много артефактов, связанных с ранней историей викингов в районе Оденсе. Викинги построили многочисленные укрепления вдоль берегов рек, чтобы защитить его от захватчиков, приходящих с побережья.
Город отметил своё тысячелетие в 1988 году. Первое упоминание города было в письме от 18 марта 988 года от немецкого императора Оттона III, который предоставил права Оденсе и соседним поселениям. Первой церковью в Оденсе была церковь Святой Марии, построенная в конце XII века. Территория, ранее являвшаяся частью огромного архиепископства Гамбурга, была создана католической епархией в 988 году. Первыми записанными епископами Оденсе были Одинкар Хвиде и Регинберт, который был освящён архиепископом Кентерберийским в 1022 году.
Недавние раскопки показали, что с начала XI века город развивался в районе вокруг Олбани Торв, Фискеторве, Овергаде и Вестергаде. К 1070 году Оденсе уже считался крупным городом. Канут IV считался последним королём викингов, он был убит крестьянами, недовольными высокими налогами, которыми он обложил город, в Монастыре Св. Альбана Оденсе 10 июля 1086 года. Канут IV был канонизирован в 1100 году. Монастыря больше не существует, хотя церковь находится на этом участке с 900 года. В начале XII века монахи-бенедиктинцы из Англии основали аббатство Святого Канута. Именно здесь английский монах Ælnoth написал первую литературную работу Дании, «Жизнь и страсть святого Канута». Святилище Канута в Соборе Оденсе (которое было прикреплено к монастырю) привлекало паломников в средние века.
В 1482 году епископ Карл Реннов привёз немецкого принца Иоганна Снелла в Оденсе, чтобы напечатать короткий молитвенник, Breviarium Ottoniense, который считается первой работой, которая была напечатана в Скандинавии. Параллельно Снелл напечатал рассказ о турецкой осаде острова Родос. После Датской Реформации, связанной с подавлением католического епископства в 1536 году, город устойчиво процветал с 1530-х годов до середины XVII века, став торговым центром Северного Фюна. Среди основных источников дохода были продажа крупного рогатого скота, а также предоставление значительных средств для строительства небольших деревянных домов для местных торговцев. Местное дворянство также участвовало в развитии города, строя жилые помещения, где они проводили зимние месяцы. Но ситуация резко ухудшилась в конце 1650-х годов, когда после окончания шведских войн были введены тяжёлые налоги. Период застоя продолжался до конца XVIII века.
Театр, основанный в 1796 году, является первым провинциальным театром в Дании и вторым старейшим в стране. Центральная библиотека Оденсе была основана в 1924 году и перенесена на новое место близ железнодорожной станции в 1995 году. Музыкальная библиотека Оденсе содержит крупнейший в Дании сборник фонограмм.
В XVI веке город служил местом для собрания нескольких парламентов, и до 1805 здесь находился кабинет провинциальной ассамблеи Фюна.
Наиболее известная достопримечательность Оденсе — Odinstårnet (Башня Одина), построенная в 1935, была второй по высоте башней в Европе после Эйфелевой башни. Группа датских нацистов её взорвала в 1944, после чего башня заново не возводилась (на её месте лишь создан миниатюрный макет).
В Оденсе 2 апреля 1805 родился всемирно известный писатель Ханс Кристиан Андерсен.
В средние века в городе было построено множество церквей и монастырей. Церковь Святого Канута, ныне собор, относится к концу XIII века и тесно связана с бенедиктинским орденом. Другие старые церкви города — святой Марии и святого Иоанна с прилегающим монастырем.

## География и климат

Ханс Кристиан Андерсен

Оденсе расположен в северо-восточном центре острова Фюн. Оденсе находится в 45 километрах (28 миль) к северу от Свенборга, в 144 километрах (89 миль) к югу от Орхуса, в 167 километрах (104 мили) к юго-западу от Копенгагена, в 136 километрах (85 миль) к востоку от Эсбьерга и 69 км (43 мили) к юго-востоку от Колдинга. Пригороды Оденсе: Стиге на севере, Седен, Буллеруп и Аэдруп на северо-востоке, Бломменслист на западе, Беллинг на юго-запад и Недер Холлоф и Хёйби на юге. Река Оденсе протекает через Оденсе, к югу от главного торгового квартала. К северу от города находится Оденсе-фьорд, а на северо-востоке по 165-й дороге в Кертеминде находится Кертеминде-фьорд. Доступ к фьорду осуществляется через узкий проход Габец, между Галсом и Сковеном и связан каналом с портом Оденсе.
Оденсе имеет умеренный океанический климат, классифицированный как зона Кёппен Cfb. Мягкое лето характеризуется средними максимальными температурами, превышающими 20 ° C, а зимы характеризуются минимальными температурами, снижающимися чуть ниже нуля. Самые жаркие месяцы в среднем — июль и август с максимальной температурой 21 ° C и среднесуточной температурой 17 ° C. Это также самые влажные месяцы, причем в августе выпадает в среднем 80 мм, а в июле — 64 мм дождя . Экстратропические циклоны часто влияют на регион, что способствует обильным осадкам. Самые холодные месяцы — январь и февраль, с дневной средней температурой 0 ° C и минимумами −2 ° C и −3 ° C соответственно. Ветры с запада и северо-востока могут поднимать уровень воды на 1,8 м (5 футов 11 дюймов), а ветры с востока и юго-запада могут опускать его до 1,5 метров (4 фута 11 дюймов). Данные о климате для города регистрируются в аэропорту Ханса Кристиана Андерсена.

## Экономика
Оденсе — самый важный промышленный и торговый центр Фюна, а центральное расположение города в Дании делает его одним из национальных конгресс-центров. Предприятия включают пивоварню Албани, ABB (Asea Brown Boveri), Kansas Workwear (одежда), Plus Pack (упаковка пищевых продуктов), а также производства в секторе электроники. В последние годы наблюдается тенденция к производству в секторе услуг. К 2002 году 51 % рабочей силы было занято в секторе услуг, и только 13 % работали в промышленности.
Основанный в 1988 году, главный коммерческий телевизионный канал Дании TV 2 находится в Оденсе. Торговый центр Rosengårdcentret расположен в юго-восточной части Оденсе. Центр был открыт в 1971 году и является вторым по величине в Дании (площадью 100 000 м².), в нём есть более 150 магазинов, а также рестораны, кинотеатр и фитнес-центр. В центре города можно найти самые разнообразные магазины, особенно на Конгенсгаде, Вестергаде и прилегающих улицах.
Туризм является важным источником дохода для города. В 2008 году муниципалитет Оденсе был седьмым в Дании по туристическому обороту, достигнув 1,6 млн датских крон за год. В 2011 году Зоопарк Оденсе был самой популярной туристической достопримечательностью Фюна и одиннадцатым по популярности в Дании с 405 913 посетителями. Зоопарк был основан в 1930 году, занимает площадь 3,6 га (8,9 гектаров) и имеет около 2000 животных, охватывающих 147 видов.

## Транспорт
28 мая 2022 года в Оденсе была открыта первая трамвайная линия, 26 остановок, 14,5 км. Ранее трамвай работал с 1911 по 1952 год, когда был закрыт. Сохранился 1 вагон в музее.

## Образование

### Университет Оденсе

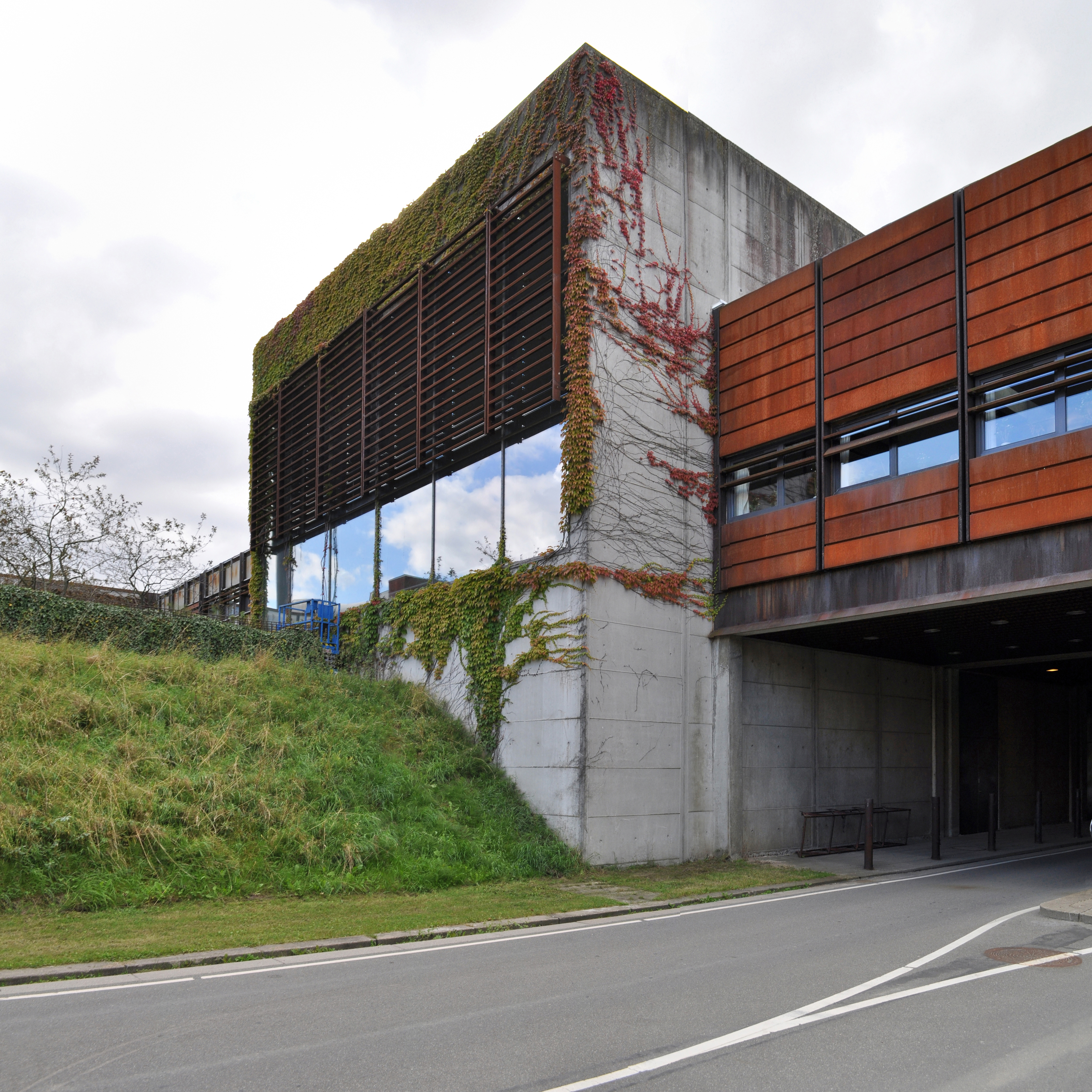
Университет Оденсе (1966)

Университет Оденсе, созданный в 1964 году, был первым из трех новых провинциальных университетов. Обучение в нём началось с 1966 года. К концу XX века в университете насчитывалось 11 000 студентов и около 5000 сотрудников. До того, как он стал частью Университета Южной Дании в 1998 году, он имел четыре факультета, охватывающих искусство, медицину, естественные и социальные науки.

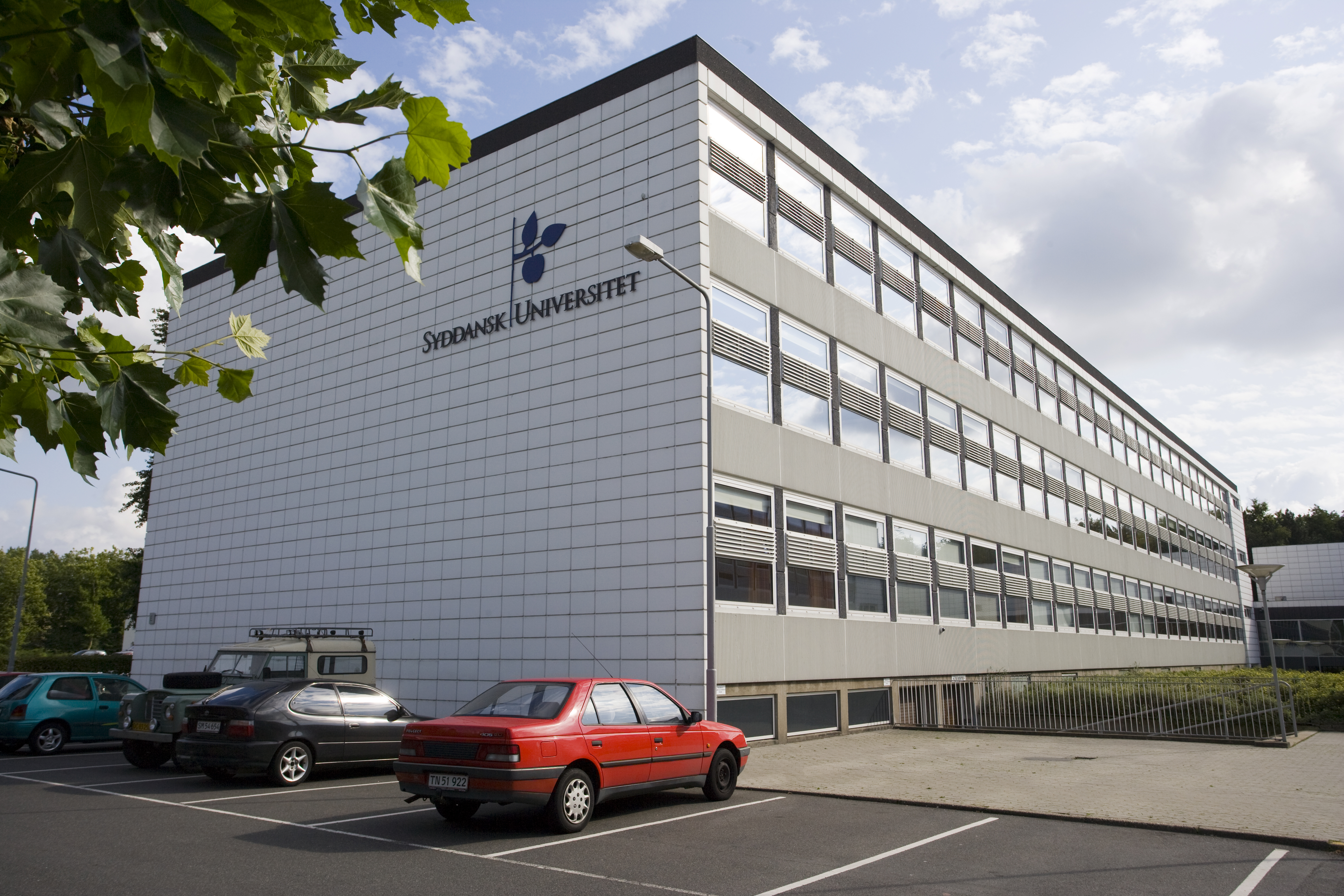
Инженерный факультет Университета южной Дании

### Университет Южной Дании
Университет Южной Дании (Сидданский университет) был основан в 1998 году в результате объединения университета Оденсе, Школы бизнеса Южной Дании, Южной инженерной школы и Южно-Ютландского университетского центра. Главный кампус находится в Оденсе, но есть также отделения в Копенгагене, Эсбьерге, Колдинге, Слагельсе и Сондерборге. С 26 000 студентов (2012 год) учреждение является третьим по величине университетом в Дании. Инженерный факультет объединяет в себе несколько учреждений: Оденсе Маскинтекникум (колледж машиностроения, который был основан в 1905 году, а в 1962 году стал Южным инженерным училищем), Институт Мадс Клаузена и Институт им. Мёрска Мак-Кинни Мёллера.

## Города-побратимы
- Брно (Чехия)
- Колумбус (США)
- Фунабаси (Япония)
- Гронинген (Нидерланды)
- Иксан (Южная Корея)
- Измир (Турция)[24]
- Катовице (Польша)
- Каунас (Литва)
- Киев (Украина)
- Клаксвуйк (Фарерские острова, Дания)
- Коупавогюр (Исландия)
- Норрчёпинг (Швеция)
- Эстерсунд (Швеция)
- Петах-Тиква (Израиль)
- Шверин (Германия)
- Шаосин (Китай)
- Сент-Олбанс (Великобритания)
- Тампере (Финляндия)
- Трондхейм (Норвегия)
- Упернавик (Гренландия)
- Торунь (Польша)